# Ngày cảm tạ lao động
Ngày cảm tạ lao động (勤労感謝の日 Kinrō Kansha no Hi) là một ngày lễ ở Nhật Bản được tổ chức vào ngày 23 tháng 11 hàng năm, nếu ngày này rơi vào Chủ nhật, ngày lễ được chuyển sang thứ Hai. Nhật Bản coi đây là dịp để bày tỏ sự trân trọng sức lao động, tôn vinh sản xuất và để người dân thể hiện sự biết ơn lẫn nhau.

## Lịch sử
Ngày cảm tạ lao động là tên hiện đại của một lễ hội cổ xưa được gọi là Niiname-sai (新嘗祭, còn được đọc là Shinjō-sai), kỷ niệm vụ thu hoạch ngũ cốc. Biên niên sử cổ đại Nihon Shoki đề cập đến một nghi lễ thu hoạch đã diễn ra dưới triều đại của Thiên hoàng huyền thoại Jimmu (660–585 TCN), cũng như các lễ kỷ niệm thu hoạch chính thức hơn dưới triều đại của Thiên hoàng Seinei (480–484 sau Công nguyên). Các học giả ngày nay có thể xác định niên đại của hình thức niiname-sai sơ khởi là vào thời của Hoàng đế Tenmu (667–686 sau Công nguyên). Theo truyền thống, ngày này nhằm kỷ niệm một năm làm việc chăm chỉ; trong buổi lễ Niiname-sai, Hoàng đế sẽ dâng thu hoạch của năm cho kami và nếm thử gạo đầu mùa. Lễ hội được tổ chức vào ngày Mão thứ hai của tháng 11 âm lịch hàng năm và được ấn định vào ngày 23 tháng 11 khi Nhật Bản áp dụng lịch Gregorian vào năm 1873.
Trong thời kỳ chiếm đóng Nhật Bản sau Thế chiến II, chính quyền do Hoa Kỳ lãnh đạo đã tìm cách xóa bỏ các ngày lễ quốc gia của Nhật Bản bắt nguồn từ thần thoại Thần đạo, bao gồm cả Niiname-sai. Điều này dẫn đến một khuyến nghị chính thức cho chính phủ Nhật Bản (với hiệu lực thực tế của một mệnh lệnh) là thay thế những ngày lễ thần đạo này bằng những ngày lễ thế tục. Chính phủ Nhật Bản đã đáp ứng khuyến nghị này vào năm 1948 bằng cách thông qua luật nghỉ lễ quốc gia mới đổi tên ngày lễ thành ngày  tạ ơn lao động trong khi vẫn giữ nguyên ngày.
Ngày 1 tháng 5 cũng được nhiều nghiệp đoàn ở Nhật Bản kỷ niệm là Ngày lao động, họ tổ chức các cuộc mít tinh và tuần hành lớn ở Tokyo, Osaka và Nagoya

## Hoạt động kỷ niệm

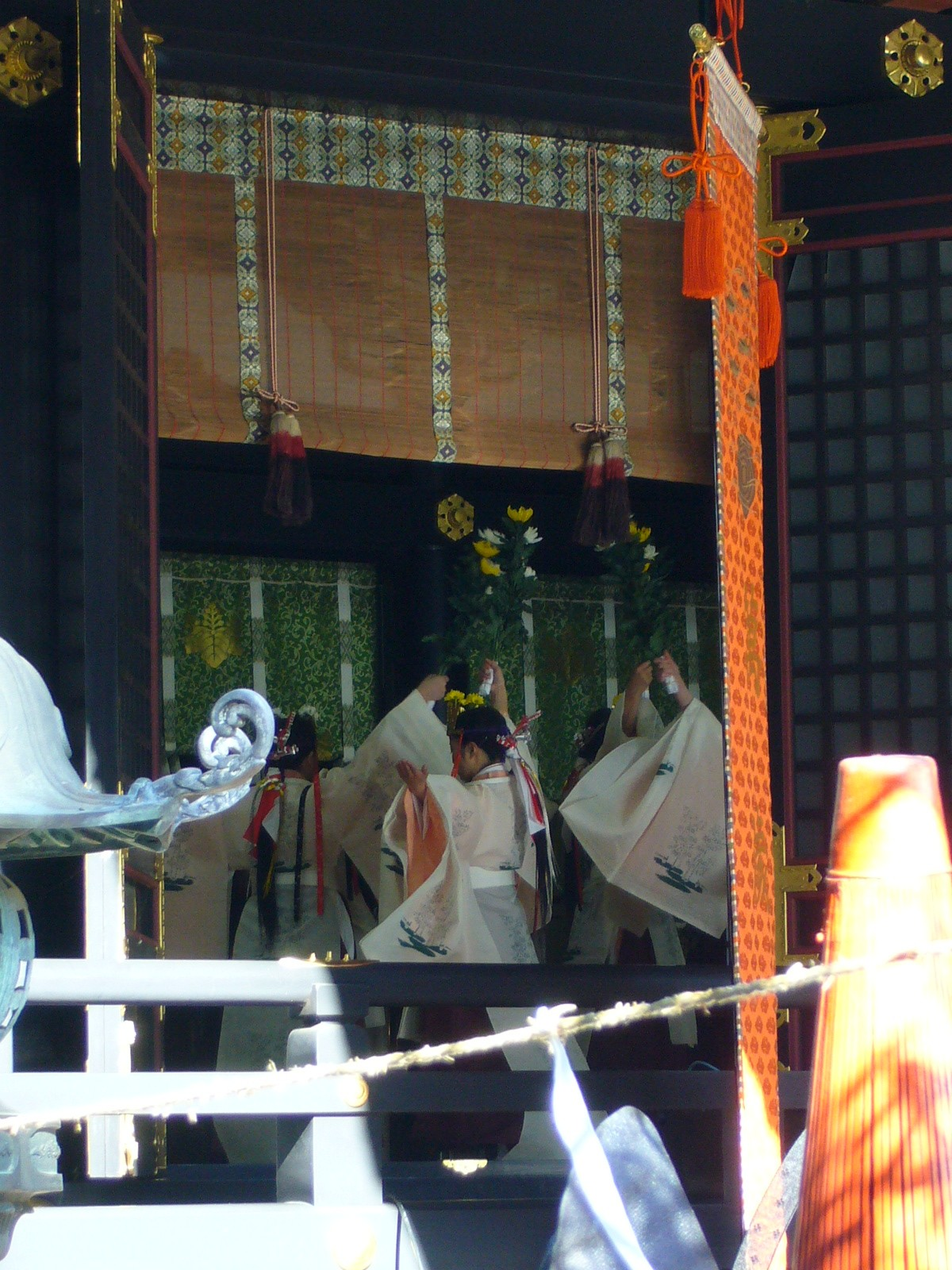
Nghi lễ Niiname-sai tại đền Katori-jingu,Thành phố Katori-city

Vào ngày này, học sinh chuẩn bị thiệp hoặc quà để gửi tới các sĩ quan cảnh sát, lính cứu hỏa, nhân viên bệnh viện, nhân viên của Lực lượng Phòng vệ Nhật Bản và Lực lượng Bảo vệ Bờ biển Nhật Bản và những người khác trong ngành lao động để thể hiện sự tri ân đối với những đóng góp của họ cho đất nước. Các công ty xem xét thành tích của họ và chúc mừng người lao động vì sự cống hiến của họ. Các gia đình gặp nhau và ăn tối ở nhà vào ngày lễ này. Ngoài ra, bản thân các cá nhân được khuyến khích thư giãn và chăm sóc bản thân.
Lễ hội Niiname-sai truyền thống vẫn được Hoàng gia Nhật Bản tổ chức riêng vào Ngày tạ ơn lao động. Đây được coi là một trong những nghi lễ hàng năm quan trọng nhất của Hoàng đế, yêu cầu các nghi lễ phải được tiến hành từ 6 giờ tối đến 8 giờ tối và từ 11 giờ tối đến 1 giờ sáng với sự có mặt của chỉ hai người phục vụ. Do yêu cầu về thể chất của các nghi lễ, Thiên hoàng Hirohito ngừng tham gia ở tuổi 70 và Thiên hoàng Akihito rút ngắn thời gian tham gia trong giai đoạn ông 75-80 tuổi. Lễ hội cũng được tổ chức công khai tại một số đền thờ Thần đạo như Sumiyoshi Taisha ở Osaka.
Lễ hội Pháo hoa Nagano Ebisuko (長野えびす講煙火大会) được tổ chức vào Ngày tạ ơn lao động và có 400.000 người tham dự vào năm 2017.